# Canton de Condé-en-Normandie
Le canton de Condé-en-Normandie, précédemment appelé canton de Condé-sur-Noireau, est une circonscription électorale française située dans le département du Calvados et la région Normandie.
À la suite du redécoupage cantonal de 2014, les limites territoriales du canton sont remaniées. Le nombre de communes du canton passe de 11 à 48.

## Géographie
Ce canton est organisé autour de Condé-sur-Noireau dans les arrondissements de Caen et de Vire. Son altitude varie de 72 m (Condé-sur-Noireau) à 290 m (Saint-Jean-le-Blanc) pour une altitude moyenne de 189 m.

## Histoire
Un nouveau découpage territorial du Calvados entre en vigueur en mars 2015, défini par le décret du 17 février 2014, en application des lois du 17 mai 2013 (loi organique 2013-402 et loi 2013-403). Les conseillers départementaux sont, à compter de ces élections, élus au scrutin majoritaire binominal mixte. Les électeurs de chaque canton élisent au Conseil départemental, nouvelle appellation du Conseil général, deux membres de sexe différent, qui se présentent en binôme de candidats. Les conseillers départementaux sont élus pour 6 ans au scrutin binominal majoritaire à deux tours, l'accès au second tour nécessitant 12,5 % des inscrits au 1er tour. En outre la totalité des conseillers départementaux est renouvelée. Ce nouveau mode de scrutin nécessite un redécoupage des cantons dont le nombre est divisé par deux avec arrondi à l'unité impaire supérieure si ce nombre n'est pas entier impair, assorti de conditions de seuils minimaux. Dans le Calvados, le nombre de cantons passe ainsi de 49 à 25. Le nombre de communes du canton passe de 11 à 48.
Le canton prend sa dénomination actuelle par décret du 24 février 2021.

## Représentation

### Conseillers généraux de 1833 à 2015
| Période | Période          | Identité                                                 | Étiquette    | Qualité |
| ------- | ---------------- | -------------------------------------------------------- | ------------ | --- |
| 1833    | 1853 (décès)     | Comte Louis Gustave Le Doulcet de Pontécoulant           | Républicain  | Lieutenant-colonel d'état-major, pair de France                                                                                  |
| 1853    | 1871             | Alphonse Lelogeais                                       |              | Maire de Condé-sur-Noireau (1852-1870)                                                                                           |
| 1871    | 1885 (décès)     | Comte puis Marquis Jean-Roger Le Doulcet de Pontécoulant | Républicain  | Ministre plénipotentiaire, chef de cabinet au ministère des Affaires étrangères, propriétaire rue Basse-du-Rempart à Paris       |
| 1885    | 1889             | Edmond de Barrère                                        |              | Ancien consul de France à Jérusalem puis à Smyrne, propriétaire à Pontécoulant et à Paris, maire de Pontécoulant                 |
| 1889    | 1904 (décès)     | Isaïe Baranger                                           | Républicain  | Maire de Condé-sur-Noireau (1881-1904), ancien conseiller d'arrondissement                                                       |
| 1904    | 1905 (décès)     | Philippe Bazin                                           | Républicain  | Maire de Saint-Germain-du-Crioult (1895-1905), conseiller d'arrondissement                                                       |
| 1905    | 1919             | Georges Gautier (1844-1924)                              | Rad.         | Maire de Condé-sur-Noireau (1904-1908)                                                                                           |
| 1919    | 1934 (décès)     | Eugène Mollet (1864-1934)                                | RG           | Notaire, conseiller municipal de Condé-sur-Noireau                                                                               |
| 1934    | 1940             | Jules Radulph                                            | PAPF         | Agriculteur à Proussy, député (1936-1940), nommé conseiller départemental en 1943                                                |
|         |                  |                                                          |              | |
| 1945    | 1967             | Roger Bazin (fils de Ph. Bazin)                          | DVD          | Médecin, maire de Saint-Germain-du-Crioult (1914-1961), ancien conseiller d'arrondissement                                       |
| 1967    | 1973             | Lucien Cornilleau                                        | DVD          | Huissier de justice à Condé-sur-Noireau                                                                                          |
| 1973    | 1998             | Maurice Piard (1925-2012)                                | DVD          | Maire de Condé-sur-Noireau (1971-1995)                                                                                           |
| 1998    | 2014 (démission) | Pascal Allizard                                          | DVD puis UMP | Assistant parlementaire, maire de Condé-sur-Noireau depuis 1995, premier vice-président du conseil général, sénateur depuis 2014 |
| 2014    | 2015             | Alexandra Patard                                         | UMP          | Infirmière, conseillère municipale de Saint-Germain-du-Crioult                                                                   |

Le canton participe à l'élection du député de la sixième circonscription du Calvados.

### Conseillers d'arrondissement (de 1833 à 1940)
Le canton de Condé faisait partie de l'arrondissement de Vire. Il avait deux conseillers d'arrondissement à partir de 1892.
| Période                                  | Période      | Identité                                          | Étiquette           | Qualité |
| ---------------------------------------- | ------------ | ------------------------------------------------- | ------------------- | --- |
| 1833                                     | 1842         | Louis Deprépetit (1773-1852)                      |                     | Maire de Condé-sur-Noireau |
| 1842                                     | 1848         | Alexandre Lamotte (1785-1854)                     |                     | Maire de Condé-sur-Noireau |
| 1848                                     | 1852         | Eugène Guilet (1819-1858)                         |                     | Avocat, maire de Condé-sur-Noireau                                                                                                 |
| 1852                                     | 1858         | M. Loisel-Durandière                              |                     | Commerçant à Condé-sur-Noireau |
| 1858                                     |              | M. Gourgeon                                       |                     | Capitaine de pompiers à Condé-sur-Noireau                                                                                          |
| 1858                                     |              | Auguste Thouroude                                 |                     | Maire de Saint-Pierre-la-Vieille                                                                                                   |
|                                          |              |                                                   |                     | |
| av.1871                                  | 1885 (décès) | Ferdinand Nicolas Auguste Vaullégeard (1796-1885) |                     | Docteur en médecine, ancien chirurgien militaire, conseiller municipal de Condé-sur-Noireau, Président du Conseil d'arrondissement |
| 1871                                     | 1877         | Théodore Maillard                                 |                     | Maire de Saint-Germain-du-Crioult                                                                                                  |
| 1877                                     | 1880         | Félix Langlois                                    |                     | Propriétaire à Lénault |
| 1880                                     | 1884         | Isaïe Baranger                                    | Républicain         | Propriétaire à Condé-sur-Noireau                                                                                                   |
| 1884                                     | 1895         | Alfred Danne                                      |                     | Propriétaire à Lénault |
| 1892                                     | 1895         | Eugène Dugué                                      | Républicain         | Propriétaire à Condé-sur-Noireau                                                                                                   |
| 1895                                     | 1904         | Philippe Bazin                                    | Républicain         | Maire de Saint-Germain-du-Crioult                                                                                                  |
| 1895                                     | 1898         | Ulysse Delalande                                  | Républicain         | Maire de Saint-Jean-le-Blanc |
| 1898                                     | 1919         | Ernest-Émile Jouvin (1861-1955)                   | Républicain Radical | Cultivateur, maire de Périgny |
| 1904                                     | 1907         | Georges Gautier                                   | Radical             | Propriétaire à Condé-sur-Noireau                                                                                                   |
| 1907                                     | 1919         | Auguste Barbé (1853-1914)                         | Libéral             | Propriétaire à Condé-sur-Noireau                                                                                                   |
| 1919                                     | 1931         | Roger Bazin                                       | URD                 | Médecin, maire de Saint-Germain-du-Crioult                                                                                         |
| 1919                                     | 1940         | Robert Bazin                                      | URD                 | Médecin, propriétaire à Condé-sur-Noireau                                                                                          |
| 1931                                     | 1940         | Jules Jean                                        | RG                  | Maire de Saint-Vigor-des-Mézerets                                                                                                  |
| 1940                                     |              |                                                   |                     | Les conseils d'arrondissement ont été suspendus par la loi du 12 octobre 1940 et n'ont jamais été réactivés                        |
| Les données manquantes sont à compléter. |              |                                                   |                     | |

### Conseillers départementaux à partir de 2015
| Période élective | Période élective | Mandat | Mandat   | Identité          | Nuance | Nuance | Qualité |
| ---------------- | ---------------- | ------ | -------- | ----------------- | ------ | ------ | --- |
| 2015             | 2021             | 2015   | 2021     | Valérie Desquesne |        | DVD    | Responsable de programme, maire de Condé-en-Normandie                                                                       |
| 2015             | 2021             | 2015   | 2021     | Michel Roca       |        | DVD    | Médecin retraité, maire de Vassy (2008-2015), ancien conseiller général du canton de Vassy                                  |
| 2021             | 2028             | 2021   | en cours | Régis Deliquaire  |        | DVD    | Clerc d'huissier, maire délégué DVD de Saint-Pierre-Tarentaine, responsable de la commission finances à Souleuvre en Bocage |
| 2021             | 2028             | 2021   | en cours | Valérie Desquesne |        | DVD    | Maire DVD de Condé-en-Normandie                                                                                             |

### Résultats détaillés

#### Élections de mars 2015
À l'issue du 1er tour des élections départementales de 2015, trois binômes sont en ballottage : Valérie Desquesne et Michel Roca (DVD, 38,61 %), Lydie Chauffray et Didier Duchemin (DVG, 30,97 %) et Cyril Malaquin et Harmony Thirard (FN, 30,43 %). Le taux de participation est de 51,85 % (9 029 votants sur 17 414 inscrits) contre 51,43 % au niveau départemental et 50,17 % au niveau national.
Au second tour, Valérie Desquesne et Michel Roca (DVD) sont élus avec 40,24 % des suffrages exprimés et un taux de participation de 54,03 % (3 607 voix pour 9 400 votants et 17 398 inscrits).

#### Élections de juin 2021
Le premier tour des élections départementales de 2021 est marqué par un très faible taux de participation (33,26 % au niveau national). Dans le canton de Condé-en-Normandie, ce taux de participation est de 31,34 % (5 348 votants sur 17 065 inscrits) contre 34,31 % au niveau départemental. À l'issue de ce premier tour, deux binômes sont en ballottage : Régis Deliquaire et Valérie Desquesne (Divers, 40,86 %) et Frédéric Brogniart et Frédérique Cloteau (Divers, 23,69 %).
Le second tour des élections est marqué une nouvelle fois par une abstention massive équivalente au premier tour. Les taux de participation sont de 34,3 % au niveau national, 34,65 % dans le département et 31,02 % dans le canton de Condé-en-Normandie. Régis Deliquaire et Valérie Desquesne (Divers) sont élus avec 62,23 % des suffrages exprimés (2 905 voix pour 5 294 votants et 17 064 inscrits),,.

## Composition

### Composition avant 2015

Situation du canton dans l'arrondissement de Vire.

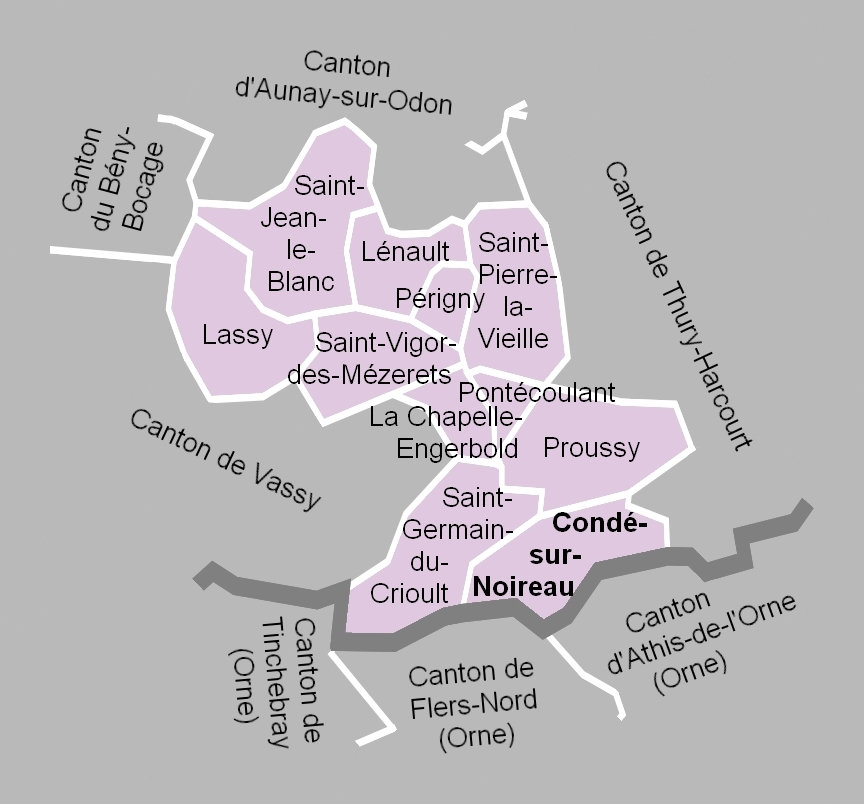
La carte des communes de l'ancien canton. Les cantons limitrophes étaient ceux du Bény-Bocage, d'Aunay-sur-Odon, de Thury-Harcourt, d'Athis-de-l'Orne, de Flers-Nord, de Tinchebray et de Vassy.

Le canton de Condé-sur-Noireau regroupait onze communes.
| Nom                           | Code Insee | Codepostal | Superficie (km2) | Population (dernière pop. légale) | Densité (hab./km2) |
| ----------------------------- | ---------- | ---------- | ---------------- | --------------------------------- | ------------------ |
| Condé-sur-Noireau (chef-lieu) | 14174      | 14110      | 12,53            | 5 422 (2010)                      | 433                |
| La Chapelle-Engerbold         | 14152      | 14770      | 4,07             | 116 (2010)                        | 29                 |
| Lassy                         | 14357      | 14770      | 12,60            | 346 (2009)                        | 27                 |
| Lénault                       | 14361      | 14770      | 6,67             | 189 (2010)                        | 28                 |
| Périgny                       | 14496      | 14770      | 2,66             | 56 (2012)                         | 21                 |
| Pontécoulant                  | 14512      | 14110      | 2,38             | 91 (2012)                         | 38                 |
| Proussy                       | 14523      | 14110      | 12,64            | 411 (2010)                        | 33                 |
| Saint-Germain-du-Crioult      | 14585      | 14110      | 14,64            | 894 (2009)                        | 61                 |
| Saint-Jean-le-Blanc           | 14597      | 14770      | 15,12            | 335 (2009)                        | 22                 |
| Saint-Pierre-la-Vieille       | 14653      | 14770      | 12,43            | 363 (2010)                        | 29                 |
| Saint-Vigor-des-Mézerets      | 14662      | 14770      | 9,47             | 241 (2010)                        | 25                 |

À la suite du redécoupage des cantons pour 2015, toutes les communes sont rattachées au nouveau canton de Condé-sur-Noireau auquel s'ajoutent les vingt communes du canton du Bény-Bocage, les quatorze du canton de Vassy, une commune du canton d'Aunay-sur-Odon et deux du canton de Thury-Harcourt.

### Anciennes communes
Le territoire cantonal n'incluait aucune commune supprimée après 1795 dans son territoire antérieur à 2015.

### Composition après 2015
Le canton de Condé-en-Normandie comprend huit communes entières et une fraction.
| Nom                                        | Code Insee | Intercommunalité                  | Superficie (km2) | Population (dernière pop. légale)            | Densité (hab./km2) | Modifier                                    |
| ------------------------------------------ | ---------- | --------------------------------- | ---------------- | -------------------------------------------- | ------------------ | ------------------------------------------- |
| Condé-en-Normandie (bureau centralisateur) | 14174      | CC Intercom de la Vire au Noireau | 62,98            | 6 018 (2022)                                 | 96                 | modifier les données · modifier les données |
| Les Monts d'Aunay                          | 14027      | CC Pré-Bocage Intercom            | 69,43            | Fraction : 313 (2022) Commune : 4 664 (2022) | 67                 | modifier les données · modifier les données |
| Périgny                                    | 14496      | CC Intercom de la Vire au Noireau | 2,66             | 57 (2022)                                    | 21                 | modifier les données · modifier les données |
| Pontécoulant                               | 14512      | CC Intercom de la Vire au Noireau | 2,38             | 71 (2022)                                    | 30                 | modifier les données · modifier les données |
| Saint-Denis-de-Méré                        | 14572      | CC Intercom de la Vire au Noireau | 11,37            | 760 (2022)                                   | 67                 | modifier les données · modifier les données |
| Souleuvre en Bocage                        | 14061      | CC Intercom de la Vire au Noireau | 187,28           | 8 643 (2022)                                 | 46                 | modifier les données · modifier les données |
| Terres de Druance                          | 14357      | CC Intercom de la Vire au Noireau | 37,19            | 891 (2022)                                   | 24                 | modifier les données · modifier les données |
| Valdallière                                | 14726      | CC Intercom de la Vire au Noireau | 157,94           | 5 692 (2022)                                 | 36                 | modifier les données · modifier les données |
| La Villette                                | 14756      | CC Intercom de la Vire au Noireau | 9,74             | 222 (2022)                                   | 23                 | modifier les données · modifier les données |
| Canton de Condé-en-Normandie               | 1410       |                                   |                  | 22 667 (2022)                                |                    | modifier les données                        |

Le canton comptait quarante-huit communes lors du redécoupage cantonal de 2014. Du fait de la fusion de nombreuses communes sous le statut de commune nouvelle, beaucoup sont devenues des communes déléguées :
- Commune nouvelle de Condé-en-Normandie :
  - Condé-sur-Noireau
  - La Chapelle-Engerbold
  - Lénault
  - Proussy
  - Saint-Germain-du-Crioult
  - Saint-Pierre-la-Vieille

- Commune nouvelle de Souleuvre en Bocage :
  - Beaulieu
  - Le Bény-Bocage
  - Bures-les-Monts
  - Campeaux
  - Carville
  - Étouvy
  - La Ferrière-Harang
  - La Graverie
  - Malloué
  - Mont-Bertrand
  - Montamy
  - Montchauvet
  - Le Reculey
  - Saint-Denis-Maisoncelles
  - Saint-Martin-des-Besaces
  - Saint-Martin-Don
  - Saint-Ouen-des-Besaces
  - Saint-Pierre-Tarentaine
  - Sainte-Marie-Laumont
  - Le Tourneur

- Commune nouvelle de Valdallière :
  - Bernières-le-Patry
  - Burcy
  - Chênedollé
  - Le Désert
  - Estry
  - Montchamp
  - Pierres
  - Presles
  - La Rocque
  - Rully
  - Saint-Charles-de-Percy
  - Le Theil-Bocage
  - Vassy
  - Viessoix

## Démographie

### Démographie avant 2015
| 1962  | 1968  | 1975   | 1982  | 1990  | 1999  | 2006  | 2011  | 2012  |
| ----- | ----- | ------ | ----- | ----- | ----- | ----- | ----- | ----- |
| 9 469 | 9 689 | 10 085 | 9 789 | 9 019 | 8 606 | 8 484 | 8 385 | 8 335 |

### Démographie depuis 2015
En 2022, le canton comptait 22 667 habitants, en évolution de −5,61 % par rapport à 2016 (Calvados : +1,58 %, France hors Mayotte : +2,11 %).
| 2013   | 2018   | 2022   |
| ------ | ------ | ------ |
| 24 459 | 23 708 | 22 667 |